# Te extraño, te olvido, te amo
«Te extraño, te olvido, te amo» es el título de una balada interpretada por el artista puertorriqueño-estadounidense, Ricky Martin, tomado en su tercer álbum de estudio A medio vivir (1995). La canción fue escrita por el cantautor mexicano Carlos Lara, con la producción musical de K.C. Porter e Ian Blake. Se lanzó como el sencillo principal del álbum el 17 de julio de 1995 bajo los sellos discográficos Sony Latin y Columbia Records en los Estados Unidos y América Latina, España y en 1997 en Europa.

## Vídeo musical
El primer vídeo musical, dirigido por Gustavo Garzón, fue realizado en 1995 y ganó el Premio al Mejor vídeo del año en Lo Nuestro; y la segunda versión fue grabada en agosto de 1997 en Francia y fue dirigida por Christophe Gstalder.

## Formatos y listas de pistas
CD sencillo europeo
1. «Te extraño, te olvido, te amo» – 4:41
2. «Somos la semilla» – 3:56

CD maxi-sencillo europeo
1. «Te extraño, te olvido, te amo» (Radio Edit) – 3:58
2. «Te extraño, te olvido, te amo» (Versión Del Álbum) – 4:41
3. «Dónde estarás» (Radio Edit) – 3:43
4. «Dónde estarás» (Extended Remix) – 4:45
5. «Dónde estarás» (PM Proyecto Extended Remix) – 6:10

CD maxi-sencillo europeo
1. «Te extraño, Te olvido, te amo» – 4:41
2. «Bombón de azúcar» (M+M Classic Club Mix) – 6:14
3. «Bombón de azúcar» (El Disco de Dream Dub) – 5:20

## Listas de popularidad y certificaciones
La canción alcanzó el número nueve en la lista Billboard Hot Latin Tracks en los Estados Unidos en 1995.
Tras el éxito de María en Europa, Te extraño, te olvido, te amo también fue lanzado como un sencillo en varios países europeos, en septiembre de 1997. Alcanzó su punto máximo en el número cuatro en Francia y Bélgica, y el número diecinueve en Suiza. Fue disco de oro en Francia (373,000 de copias vendidas) y en Bélgica.

### Listas semanales
| Lista (1995/1998)                           | Posición |
| ------------------------------------------- | -------- |
| Bélgica (Ultratip Flanders)                 | 13       |
| Bélgica (Ultratop 50 Wallonia)              | 4        |
| Unión Europea (European Hot 100 Singles)    | 17       |
| Finlandia (Finnish Top 50 Hits)             | 26       |
| Francia (SNEP)                              | 4        |
| España (Top 40 Radio)                       | 2        |
| Suiza (Schweizer Hitparade)                 | 19       |
| Estados Unidos Hot Latin Songs (Billboard)  | 9        |
| Estados Unidos Latin Pop Songs (Billboard)  | 2        |
| Estados Unidos Tropical Airplay (Billboard) | 9        |

### Anuales
| Listas (1995)                              | Posición |
| ------------------------------------------ | -------- |
| Estados Unidos Hot Latin Songs (Billboard) | 15       |
| Listas (1997)                              | Posición |
| Bélgica (Ultratop 50 Wallonia)             | 26       |
| Francia (SNEP)                             | 27       |

## Certificaciones y ventas
| País                                                                 | Certificación | Ventas  |
| -------------------------------------------------------------------- | ------------- | ------- |
| Bélgica (BEA)                                                        | Oro           | 25,000* |
| Francia (SNEP)                                                       | Oro           | 373,000 |
| * las cifras de ventas sobre la base de la certificación por sí sola |               |         |